# Adrien-Jean-Pierre Thilorier
Adrien-Jean-Pierre Thilorier (16. února 1790, Paříž – 2. prosince 1844) byl francouzský vynálezce, první člověk, který vyrobil pevný oxid uhličitý („suchý led“).

## Mládí
Adrien-Jean-Pierre Thilorier se narodil 16. února 1790 v Paříži jako syn právníka, Jeana-Charlese Thiloriera (1756–1818). Jeho otec Jean-Charles dosáhl jistého uznání roce 1786, kdy působil jako obhájce hraběte Alessandra di Cagliostra v „náhrdelníkové aféře“. V této aféře se francouzský kardinál (kardinál de Rohan) pokusil zavděčit francouzské královně Marii Antoinettě tím, že pro ni – prostřednictvím zprostředkovatelů – koupil diamantový náhrdelník. Zprostředkovatelé se však ukázali jako podvodníci, kteří oklamali kardinála i klenotníky. Hrabě Cagliostro byl podezřelý z účasti na tomto podvodu a byl zatčen, ale díky Thilorierovi byl zproštěn viny. Jean-Charles se také zajímal o vědu a mechaniku. V roce 1803 vydal brožuru o meteoritech, v roce 1812 brožuru o kometách, a v roce 1815 publikoval čtyřdílnou práci, zabývající se přírodními vědami.
Adrien Thilorier údajně vystudoval práva a není známo kde získal své vědecké vzdělání, ačkoli jeho otec se o tato témata zjevně zajímal.
Zmínka o Thilorierově technické práci se poprvé objevila v roce 1826, kdy vyvinul a patentoval „hydrostatickou lampu“ pro majáky. Když lampa hořela a spotřebovávala svůj olej, hustý vodný roztok síranu zinečnatého tekl z nádržky roztoku do olejové nádrže. Tím vytlačoval olej a udržoval jeho stálý tok do knotu lampy.
V roce 1828 se na trhu objevily konkurenční verze Thilorierovy lampy a vynálezce byl rozrušen tím, co považoval za porušení patentu. (Thilorierova lampa byla zdokonalením podobných „hydrostatických lamp“, které patentovali bratři Girardové dne 15. prosince 1804). Thilorier požádal Francouzskou akademii věd o prošetření věci, což se stalo, ale Thilorier nemohl být příliš spokojen, protože Akademie jednoduše uvedla, že lampy Thiloriera i jeho konkurentů byly lepší než lampy bratří Girardů. Thilorier přesto pokračoval v dalších patentovaných vylepšeních své lampy v letech 1828, 1832 a 1835. V roce 1835 obdržel Thilorier spolu s výrobcem lamp Serrurotem patent na vylepšenou lampu, známou jako lampe-autostatique. V roce 1837 pak Thilorier společně se svými společníky obdrželi patent na zařízení, které zahřívalo kapaliny pomocí tepelné expanze kapaliny a sifonového efektu pro cirkulaci kapalin mezi ohřívačem a nádrží.

## Thilorierův kompresor
V roce 1829 vyvinul Adrien Thilorier stroj na stlačování plynů. Bohatý francouzský aristokrat baron Montyon (1733–1820) dotoval řadu cen, které každoročně uděluje Francouzská akademie. Jedna z cen byla za mechanická vylepšení. Thilorier vstoupil se svým kompresorem do soutěže a získal Montyonovu cenu 1 500 franků. Kompresor sestával ze tří válců: největší válec měl průměr 7,5 cm a píst v něm měl zdvih 14,6 cm; střední válec měl průměr 2,25 cm a jeho píst měl zdvih 14,6 cm; nejmenší válec měl průměr 0,6 cm a jeho píst měl zdvih 24,7 cm. Kompresor byl poháněn vahadlovým ramenem, které bylo zase poháněno týmem deseti mužů. Největší a střední válce byly umístěny symetricky na opačných stranách osy vahadla; nejmenší válec byl umístěn na stejné straně osy jako mezilehlý válec, ale dvakrát tak daleko od osy vahadla. Během poloviny každého cyklu vahadla každý píst stlačoval plyn ve svém válci; během druhé poloviny cyklu byl plyn přenesen (pravděpodobně přes zpětný ventil) do dalšího válce, aby byl dále stlačen. Kompresor byl schopen produkovat tlak 1 000 atmosfér.
V roce 1832 francouzské vládní dokumenty uvádějí Thiloriera jako zaměstnance francouzské pošty, pobývající v Paříži.

## Přístroj pro výrobu kapalného oxidu uhličitého

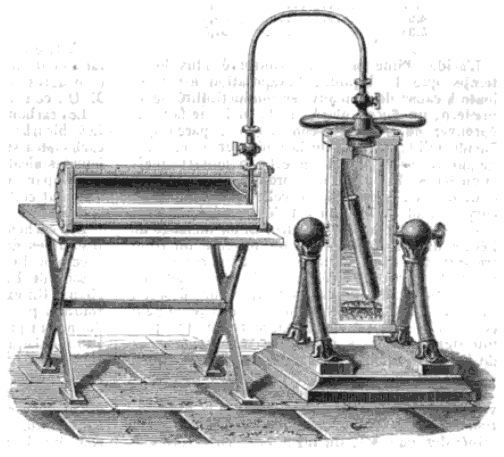
Mareskova a Donnyho verze Thilorierova přístroj pro výrobu tekutého oxidu uhličitého, ukazující generátor (vpravo) a nádobu (vlevo).

V roce 1834 Thilorier zaslal Francouzské akademii věd dopis, ve kterém popsal experimenty s kapalným oxidem uhličitým, který byl vyroben novým přístrojem, pomocí kterého „… získal chemickými prostředky a za pár okamžiků litr zkapalněné kyseliny uhličité [tj. oxid uhličitý].“
Původní zařízení pro zkapalňování oxidu uhličitého používalo nádrže vyrobené z litiny. Litina je však křehká, a tak hrozilo nebezpečí, že by se taková nádrž mohla pod tlakem prasknout. Přístroj mohl být nebezpečný: 30. prosince 1840 Osmin Hervy, který připravoval pokus pro přednášky na Farmaceutické fakultě v Paříži, obsluhoval jeden z Thilorierových strojů, když explodoval plynový válec. Střepiny zlomily Hervymu nohy, z nichž jedna musela být amputována; o několik dní později zemřel na infekci. Aby se snížilo nebezpečí výbuchu, byla litina nahrazena tepaným železem.
V roce 1845 nahradili belgičtí chemici Daniel-Joseph-Benoît Mareska (1803–1858) a François-Marie-Louis Donny (1822–1896) železo mědí a olovem.
Thilorier nebyl první osobou, která zkapalnila oxid uhličitý: Michael Faraday jej zkapalnil v roce 1823. Thilorier však s dostatečnou a spolehlivou dodávkou tekutého oxidu uhličitého dokázal pozorovat a měřit jeho vlastnosti, jako je hustota par a jeho mimořádná rychlost expanze s teplotou, v širokém spektru podmínek.

## První produkce „suchého ledu“
Na schůzce Francouzské akademie věd 12. října 1835 byl přečten dopis Adriena Thiloriera, ve kterém uvedl, že se mu podařilo nechat ztuhnout oxid uhličitý.
Zajímavé je, že Thilorier nejprve sám netušil, že se mu podařilo nechat ztuhnout oxid uhličitý, dokud mu to nevysvětlili vědci z Francouzské akademie věd.
Thilorier si myslel, že kapalný oxid uhličitý způsobil, že vodní páry ve vzduchu zmrzly na lahvičce; byl zmatený, když „sníh“ sublimoval místo aby tál.
Thilorier nahlásil Francouzské akademii věd vlastnosti pevného oxidu uhličitého. Zprávy o úspěchu Thilorier byly publikovány nejen ve Francii, ale také v Německu, Británii a Spojených státech.
Smícháním suchého ledu s diethyletherem vznikla „Thilorierova směs“, nazývaná takto pravděpodobně od roku 1835, kdy si Thilorier všiml, že směs kapalného oxidu uhličitého a etheru při stříkání na předměty produkovala extrémní chlad. Následně bylo zjištěno, že za sníženého tlaku lze teploty až −110 °C udržovat. Tyto směsi („lázně se suchým ledem“) by tedy mohly být použity k udržování nízkých teplot během experimentů.